# Gay Globe Magazine
 (août 2023).
Si vous disposez d'ouvrages ou d'articles de référence ou si vous connaissez des sites web de qualité traitant du thème abordé ici, merci de compléter l'article en donnant les références utiles à sa vérifiabilité et en les liant à la section « Notes et références ».
 (août 2023).
La mise en forme du texte ne suit pas les recommandations de Wikipédia : il faut le « wikifier ».
Les points d'amélioration suivants sont les cas les plus fréquents. Le détail des points à revoir est peut-être précisé sur la page de discussion.
- Les titres sont pré-formatés par le logiciel. Ils ne sont ni en capitales, ni en gras.
- Le texte ne doit pas être écrit en capitales (les noms de famille non plus), ni en gras, ni en italique, ni en « petit »…
- Le gras n'est utilisé que pour surligner le titre de l'article dans l'introduction, une seule fois.
- L'italique est rarement utilisé : mots en langue étrangère, titres d'œuvres, noms de bateaux, etc.
- Les citations ne sont pas en italique mais en corps de texte normal. Elles sont entourées par des guillemets français : « et ».
- Les listes à puces sont à éviter, des paragraphes rédigés étant largement préférés. Les tableaux sont à réserver à la présentation de données structurées (résultats, etc.).
- Les appels de note de bas de page (petits chiffres en exposant, introduits par l'outil «  Source ») sont à placer entre la fin de phrase et le point final[comme ça].
- Les liens internes (vers d'autres articles de Wikipédia) sont à choisir avec parcimonie. Créez des liens vers des articles approfondissant le sujet. Les termes génériques sans rapport avec le sujet sont à éviter, ainsi que les répétitions de liens vers un même terme.
- Les liens externes sont à placer uniquement dans une section « Liens externes », à la fin de l'article. Ces liens sont à choisir avec parcimonie suivant les règles définies. Si un lien sert de source à l'article, son insertion dans le texte est à faire par les notes de bas de page.
- La présentation des références doit suivre les conventions bibliographiques. Il est recommandé d'utiliser les modèles {{Ouvrage}}, {{Chapitre}}, {{Article}}, {{Lien web}} et/ou {{Bibliographie}}. Le mode d'édition visuel peut mettre en forme automatiquement les références.
- Insérer une infobox (cadre d'informations à droite) n'est pas obligatoire pour parachever la mise en page.

Pour une aide détaillée, merci de consulter Aide:Wikification.
Si vous pensez que ces points ont été résolus, vous pouvez retirer ce bandeau et améliorer la mise en forme d'un autre article.
Pour les articles homonymes, voir Le Point (homonymie).

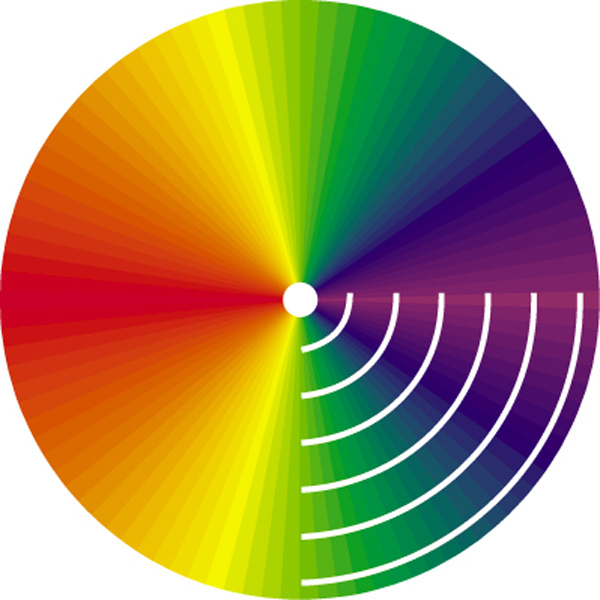
Logotype du Groupe Gay Globe Média.

Le Magazine Gay Globe est une publication canadienne, au format magazine, publiée depuis 1998 à Montréal, et à l'origine connue sous le nom de Revue Le Point. Toutes ses éditions sont déposées aux bibliothèques nationales du Québec et du Canada. Bien que principalement rédigé en français, Le Magazine Gay Globe propose régulièrement des articles en anglais sur son fil de presse anglophone  Spot. Une fois la publication lancée sur papier en noir et blanc au début de 1998, l'éditeur d'origine est allé chercher le journaliste Roger-Luc Chayer, qui venait de terminer six ans de collaboration à la revue RG (1993 à 1999) et un passage au Journal de Montréal (1998) ont permis d'améliorer la qualité du magazine en lui apportant un contenu journalistique de qualité et professionnel. Toutes les collaborations de Roger-Luc Chayer à RG sont publiées sur le site de Gay Globe Média à Gayglobe.net. Roger-Luc Chayer, qui a fait l'acquisition de la Revue Le Point en 2002, est l'actuel éditeur du Groupe Gay Globe Média. En outre, il dirige également la première WebTV gratuite francophone dédiée à la communauté gay au monde, Gay Globe TV. Il a aussi été chroniqueur sur les ondes de TQS (Canal V), dans le cadre de l'émission "Le Midi avec André Arthur". Il était responsable de la chronique "Mourial" traitant de la descente de la ville de Montréal vers le tiers-mondisme. Ces émissions sont désormais disponibles en rediffusion sur le site de Gay Globe Média.
Roger-Luc Chayer a contribué en tant qu'éditeur du Magazine Gay Globe à la rédaction de nombreux textes spécialisés. Dès 2002, le magazine a été converti de la version en noir et blanc vers une version en couleur, et le nombre de pages est passé de 12 à 96, pour se stabiliser plus tard avec des éditions de 32 à 48 pages. Il a également organisé une équipe de ventes afin d'assurer la continuité d'une publication 100% gratuite, tant en version papier que sur le web. Le Magazine Gay Globe offre à ses lecteurs un contenu exclusif allant au-delà de l'actualité, en publiant des enquêtes qui intéressent particulièrement les communautés LGBT et qui sont parfois nécessaires, notamment dans le cas des abus auprès des personnes en phase terminale du SIDA, de la gestion de fonds de certaines associations et des décisions politiques concernant les LGBT. Il se présente comme un contre-poids du pouvoir en place, et son thème est "Gay Globe va là où les autres ne vont pas".
Le Magazine Gay Globe est le résultat d'une synergie entre un groupe de divisions qui lui fournissent des nouvelles exclusives. Le-National, le World-National, Webmed, Gay Globe TV, Disques A Tempo, Canal Dalida, Noticias et Spot sont les autres divisions de Gay Globe Média qui collaborent à produire des actualités exclusives ainsi que du contenu culturel. Gay Globe TV (GGTV) est la division la plus récente. Lancée en 2006, Elle offre une WebTV proposant des actualités, des films classiques et de nombreuses émissions, toutes archivées ou en diffusion en continue.
Depuis quelques années, Le Magazine Gay Globe consacre ses couvertures à des personnalités internationales qui ont un impact positif ou négatif sur l'évolution et l'épanouissement de la communauté LGBT en général. Ainsi, des couvertures ont été dédiées à Barbara Eden, Justin Bieber, Brigitte Bardot, Cyndi Lauper, au Pape François, à la Princesse Stéphanie de Monaco, Michel Jasmin, Michèle Richard, Brad Pitt, Au Sultan du Brunei, à la reine Élisabeth II, André Arthur, Liza Minnelli, Vladimir Poutine, au Prince Harry, à Barack Obama, Éric Duhaime, Clémence DesRochers, Angela Lansbury, Vincent Price, Katharine Hepburn, Dionne Warwick, Judy Garland, Leonard Bernstein, à la princesse Diana, Kim Novak, Volodymyr Zelensky, Eva Gabor, Joe Biden, Dirk Bogarde, Arthur C. Clarke, Jonathan Harris, Paul Lynde, Hayden Rorke, Lady Gaga, Céline Dion (2025), au Docteur Anthony Fauci qui a été nommé Homme de l'année 2020 de Gay Globe Média et à de nombreuses autres personnalités.
Le 1er septembre 2016, le Groupe Gay Globe célébrait le 10e anniversaire de Gay Globe TV. En février 2020, il fêtait les 22 ans du magazine avec la refonte complète de son service Web.
En septembre 2018, Gay Globe entamait sa quinzième année avec le soutien de Céline Dion, qui appuie la publication de matériel lié à la prévention et au traitement du VIH/SIDA dans le magazine, et sa 20e année de publication.

## Description
Le Magazine Gay Globe est un magazine au grand format de 8,5 x 11 pouces, publié sur papier glacé 160M, s'adressant principalement aux personnes des communautés LGBT, à leurs familles et amis. Il s'est engagé à traiter de la question de la prévention SIDA en priorité car la maladie est le plus grand fléau de cette communauté depuis 1980 et elle affecte directement la qualité de vie du lectorat.
L'éditeur, Roger-Luc Chayer, est un ancien Président de l'Association Canadienne des Journalistes, du chapitre de Montréal (élu membre du Comité exécutif le 18 octobre 2010). Il possède la double nationalité canadienne et française.
Le contenu du Magazine Gay Globe est varié et comprend : actualités internationales, nouvelles brèves locales et nationales, dossiers sur le SIDA/VIH et la recherche en général, sujets santé pour hommes, esthétique, beauté, alimentation, dossiers politiques et sociaux, éditoriaux, alertes santé, articles sur les grandes figures LGBT de l'antiquité, chroniques voyages, culinaires, légales et juridiques. Le Docteur Réjean Thomas y publie une chronique régulières sur la santé des personnes homosexuelles.
Le paysage médiatique a toujours été un reflet de la société, capturant et influençant les idées, les opinions et les cultures. Parmi les diverses facettes de ce paysage, les magazines ont joué un rôle essentiel dans la diffusion d’informations, la promotion de modes de vie et la célébration de la diversité. Un tel exemple est le « Magazine Gay Globe », une publication emblématique qui incarne l’esprit de la communauté LGBTQ+ en offrant une plateforme dynamique pour la représentation, l’information et l’éducation.
Naissance et Évolution du Magazine
Le « Magazine Gay Globe » a vu le jour à une époque où les voix de la communauté LGBTQ+ étaient souvent étouffées ou négligées dans les médias traditionnels. Créé avec une vision d’inclusion et de célébration de la diversité, le magazine est rapidement devenu un phare pour les individus LGBTQ+ à la recherche d’histoires inspirantes, d’actualités pertinentes et d’une communauté à laquelle s’identifier.
Au fil des années, le magazine a évolué pour refléter les changements dans les attitudes sociales et les luttes pour les droits des personnes LGBTQ+. Il est passé de simplement combler un vide à devenir un outil de militantisme, d’éducation et de promotion de la visibilité. À travers ses pages, le « Magazine Gay Globe » explore des sujets allant des questions sociales et politiques aux arts, à la culture et au bien-être.
Célébration de la Diversité
Au cœur du « Magazine Gay Globe » se trouve une célébration sincère de la diversité. Les identités LGBTQ+ sont vastes et variées, et le magazine offre un espace pour mettre en lumière cette richesse. Des articles mettant en avant des histoires de coming-out inspirantes aux profils de personnalités influentes de la communauté, chaque numéro est conçu pour refléter la pluralité d’expériences et de parcours de vie.
Les pages du magazine abordent également les complexités de la sexualité et de l’identité de genre, tout en démystifiant les stéréotypes préjudiciables. Les récits de personnes transgenres, bisexuelles, pansexuelles et autres sont présentés de manière à favoriser la compréhension et l’acceptation mutuelles.
Éducation et Prise de Conscience
En tant que média, le « Magazine Gay Globe » joue un rôle essentiel dans l’éducation du public sur les questions LGBTQ+. Les articles informatifs offrent des aperçus approfondis sur les défis auxquels sont confrontées les personnes LGBTQ+, ainsi que sur les progrès réalisés en matière de droits et d’égalité. Cette sensibilisation contribue à éradiquer les préjugés et à construire des ponts entre les communautés. Le magazine est une publication neutre et professionnelle non-militante.

## Équipe, personnalités artistiques ou politiques, partenaires et/ou contributeurs
Le Magazine Gay Globe a publié les écrits de grands noms de la culture depuis 1998 incluant des textes de l'abbé Raymond Gravel, Michel Girouard, Mathieu Chantelois, Denise Bombardier, Jean-Luc Romero (militant gay et politicien français) et de nombreuses autres personnes très impliquées dans leurs domaines professionnels. Gay Globe Magazine et/ou son éditeur Roger-Luc Chayer bénéficient de l'appui et/ou de l'amitié de grands noms de la culture tels que Céline Dion, René Angelil (jusqu'à son décès), Richard Abel (pianiste), Doris Day, Elizabeth Taylor, David Brudnoy (animateur radio CBS de Boston jusqu'à son décès), Elton John dans le cadre des Jeux Gais de Chicago de 2006, de Lady Alys Robi, Jean Doré (ex Maire de Montréal), Antonine Maillet (auteure et écrivaine canadienne), de Ryan O'Neal, du comédien/animateur Jasmin Roy et de l'auteur Pierre Salducci qui participaient à un documentaire sur la Revue Le Point, nom d'origine de Gay Globe et d'André Arthur (animateur radio et TV, ex-député fédéral au Canada).
L'éditeur de Gay Globe Média, Roger-Luc Chayer, a été décoré de la médaille du jubilé de diamant d'Élisabeth II pour l'ensemble de sa carrière journalistique, ainsi que pour sa carrière internationale de musicien et de chef d'orchestre, tant au Canada qu'en Europe. Le discours du Lieutenant Gouverneur du Québec rendait un vibrant hommage au travail réalisé parfois dans l'ombre du récipiendaire. En 2014, à la suite de la publication de couvertures avec Céline Dion, Vladimir Poutine et le Maire de Montréal Denis Coderre, la version PDF du magazine a enregistré un record avec près de 20 000 téléchargements en 10 jours (juin 2014). En Mars 2025, le site web enregistrait 140 000 visiteurs uniques pour le mois et 720 000 téléchargements.

## Versions papier et Web
Le Magazine Gay Globe est publié gratuitement en version papier ainsi qu'en PDF sur Internet. La version PDF est identique à la version papier. De plus, le magazine est également lu par un public international ainsi que par des régions éloignées du Québec qui souhaitent avoir accès à une information neutre et de qualité. Il possède une base d'abonnés de plus de 5600 personnes (Février 2020) qui reçoivent toutes les nouveautés directement par courrier électronique, et ce, totalement gratuitement.
Le Magazine Gay Globe est présent sur le Web depuis la création de Le-National.com en 1998. Le Magazine Gay Globe a notamment toujours utilisé les résultats statistiques de ses textes publiés sur le Web pour déterminer ce qui était le plus apprécié ou recherché par ses lecteurs. Le Point, nom d'origine, est devenu Magazine Gay Globe en 2009, en empruntant le nom de sa division WebTV. Le format papier reste inchangé. Les articles ont été sélectionnés afin de mieux cibler la santé et les nouveaux intérêts de son lectorat.
Depuis 2010, Gay Globe Média occupe la première place parmi les médias s'adressant aux communautés LGBT au Québec. 

## Autres divisions du Gay Globe Magazine
Au fil des années, le Magazine Gay Globe a ajouté des divisions qui ont fait du magazine une publication interactive utilisant des ressources diversifiées pour générer des résultats concrets. Les divisions sont les suivantes : Magazine Le Point, Gay Globe Magazine, Gay Globe version PDF Web 100% interactif, Le-National, Le World National (anglais), Webmed (santé), Disques A Tempo (enregistrements musicaux, création et fabrication de CD de musique classique et diffusion), Gay Globe TV (webTV gaie canadienne), Canal Dalida, Calendrier de la Fierté et le fil de presse francophone, anglophone et hispanophone international "Le Point". 